# Cal Jové (Gelida)
Cal Jové és una obra amb elements modernistes i noucentistes de Gelida (Alt Penedès) protegida com a Bé Cultural d'Interès Local.

## Descripció
Construïda els volts de 1911 per Joaquim Jové i Costa, Marquès de Gelida, i protagonista d'una de les èpoques d'or de la fàbrica de paper La Gelidense. Es un edifici a quatre vents amb teulades a dues vessants i terrat, d'arquitectura entre modernista i noucentista, doncs s'hi nota encara el moviment tres plantes i un cos elevat, decorades exteriorment amb detalls ceràmics de fantasia que ornamentan obertures d'arrel medievalista. La planta noble interior, és d'ambient ciutadà amb un vestíbul general i grans salons on cal destacar els adossaments ceràmics, algunes pintures i mobles i la làmpada del menjador. El gran jardí -circumdat per una tanca de disseny especial segueix: molt interessant, ha estat mutilat per tal de construir-hi pisos, perdent en molta part l'encís i vegetació originals, tal com un altíssim avet.